# Cabotage
Pour le bornage (limite), voir Bornage.
Le cabotage est l'acheminement de marchandises ou de passagers sur une courte distance.

## Origine du terme
Le navigateur Jean Cabot, né Giovanni Caboto, avait 10 ans de plus que Christophe Colomb et cherchait lui aussi la route des Indes. Il longeait les côtes, qu'il dessinait le plus précisément. « Il est possible, si non probable » qu'il soit à l'origine du terme cabotage. « Il laissera son nom à une façon de naviguer en longeant les côtes : le cabotage ».

## Maritime
Le cabotage maritime ou transport maritime à courte distance (TMCD), aussi appelé short sea shipping (SSS), consiste en l'acheminement de marchandises et de passagers par mer entre des ports rapprochés. Pour des transports à plus longue distance on parle de navigation au long cours, pour des distances courtes on parle de bornage.

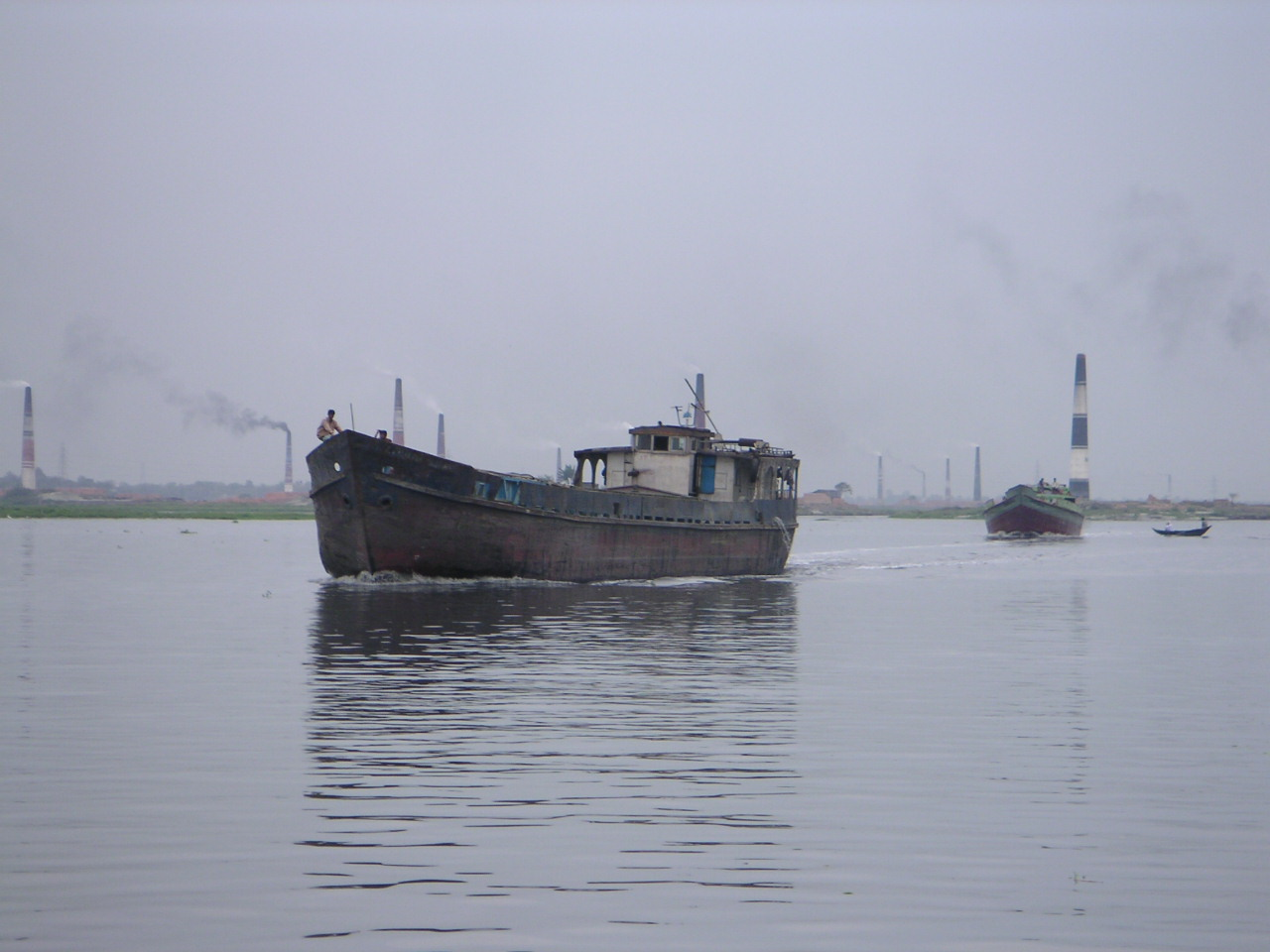
Un caboteur de faible tonnage au Bangladesh en 2005.

Ce terme désigne initialement une activité de transport marchand dans laquelle les navires, appelés caboteurs, allaient de cap en cap (caboter), en évitant donc de s'éloigner de la côte.
L'identification des repères et des obstacles identifiables pendant la navigation était relevée, en fonction de chaque voyage, dans des carnets de navigation (portulan).
La compilation de ces carnets a permis de dresser les premières cartes côtières.
On peut différencier le cabotage national (entre ports d'un même pays), le cabotage international (entre ports de différents pays) et le cabotage au sein d'une même mer (ex.: le cabotage méditerranéen).
- bornage : navigation au sein d'un même quartier maritime ;
- petit cabotage : navigation entre les ports d'un même pays et d'une même façade maritime ;
- grand cabotage : navigation d'une mer à une autre au sein d'un même pays ;
- cabotage international : navigation entre des ports de pays différents appartenant à une même façade continentale[5].

Le cabotage se limite généralement à une bande de navigation côtière d'environ 20 milles marins.
Par opposition au cabotage, on parle de navigation hauturière (s'éloignant de la vue des côtes et incluant des navigations de nuit), navigation au long cours (d'océan en océan), navigation côtière (proche des côtes mais pouvant inclure des navigations de nuit).
Depuis 2014, le cabotage maritime, par la volonté des acteurs publics et privés, concurrence le transport routier. En tonnes/km, la part du maritime est proche des 40% du total contre 45% pour le routier.

## Aérien
Dans le droit aérien, le cabotage désigne le transport de passagers, de courrier et de marchandises entre deux points à l'intérieur du territoire d'un État, effectué par un autre État ou une entreprise de transport aérien d'un autre État. La Convention de Chicago de 1944 accorde aux États signataires le droit de refuser le cabotage (art. 7).

## Transport routier

### Transport de marchandises

#### Définition
Le cabotage routier de marchandises, régi par le règlement CE 1072/2009, consiste, pour un transporteur routier de marchandises établi dans un État de l'Union Européenne ou dans un État partie à l'accord sur l'Espace Économique Européen, d'effectuer sans y être établi, mais à titre temporaire, des transports nationaux pour compte d'autrui dans un autre État, dit État d'accueil.

#### Réglementation
Le transporteur titulaire d'une licence communautaire et dont le conducteur, s'il est ressortissant d'un pays tiers à l'E.E.E., est muni d'une attestation de conducteur est admis à caboter selon les règles suivantes :
Les opérations de cabotage sont limitées pour un même véhicule ou, s’il s’agit d’un ensemble de véhicules, pour un même véhicule moteur:
- à trois opérations dans un délai maximum de sept jours à compter du déchargement complet des marchandises ayant fait l'objet du transport international préalable, lorsque ce transport est à destination de l'Etat membre d'accueil ;
- à une seule opération de cabotage dans un délai de trois jours suivant l’entrée à vide du véhicule dans l'Etat membre d'accueil, lorsque le transport routier international préalable n’a pas pour destination l'Etat membre d'accueil. Cette opération devra également être achevée dans le délai de sept jours à compter du déchargement ayant fait l'objet du transport international.
Les transporteurs ne sont pas autorisés à effectuer des transports de cabotage avec le même véhicule ou, s’il s’agit d’un ensemble de véhicules couplés, avec le véhicule à moteur de ce même véhicule dans le même État membre pendant quatre jours à compter de la fin du transport de cabotage effectué régulièrement dans cet État membre.
Le transporteur doit apporter la preuve irréfutable du transport international préalable et des toutes les opérations de cabotage qui suivent. Si le véhicule a été présent sur le territoire national dans les 4 jours précédant le transport international, le transporteur doit apporter la preuve irréfutable de tous les transports effectués au cours de ladite période.
Le calcul du délai de 4 jours se fait selon le règlement CEE/Euratom n° 1182/71.Le tableau suivant est fourni par la DG Move :
| Lun | Mar | Mer | Jeu | Ven | Sam | Dim | Lun | Mar | Mer | Jeu | Ven |
| C   | x   | x   | x   | x   | C   |     |     |     |     |     |     |
|     | C   | x   | x   | x   | x   | x   | x   | C   |     |     |     |
|     |     | C   | x   | x   | x   | x   | x   | C   |     |     |     |
|     |     | C   | (f) | x   | x   | x   | x   | C   |     |     |     |
|     |     |     | C   | x   | x   | x   | x   | C   |     |     |     |
|     |     |     | C   | (f) | x   | x   | x   | x   | C   |     |     |
|     |     |     |     | C   | x   | x   | x   | x   | C   |     |     |
|     |     |     |     | C   | x   | x   | (f) | x   | x   | C   |     |
|     |     |     |     |     | C   | x   | x   | x   | x   | C   |     |
|     |     |     |     |     |     | C   | x   | x   | x   | x   | C   |

Le fait de ne pas respecter les règles liés aux opérations de cabotage routier est passible en France d'une amende de 15 000€.
L'entreprise ayant commandé des prestations de cabotage irrégulier lorsqu'elle savait ou aurait dû raisonnablement savoir que l'exécution de ces opérations enfreignaient les règles est passible des mêmes peines.

### Transport de personnes
Suivant la directive européenne du 21 octobre 2009, la France accorde le cabotage des transports de voyageurs aux sociétés de transport transnationales. C'est-à-dire qu'elle autorise les autocars à acheminer des passagers sur de courtes distances, pourvu que le total des passagers nationaux cabotant dans leur pays ne dépasse pas 50 % des effectifs. Par exemple, Eurolines (service de cars) qui développait un service uniquement international depuis et vers la France, a pu permettre d'ouvrir des dessertes nationales pour les résidents. Ainsi, là où un autocar partait de Paris pour relier directement Rome, peut désormais débarquer et embarquer des passagers à Lyon. On dit alors qu'il y a alors cabotage à Lyon.

## Transport par rail
Par extension, le cabotage désigne également la desserte des cours à marchandises qui équipaient la plupart des gares jusqu'à l'avènement du camion. Un train de cabotage était[Quand ?] constitué d'une locomotive quittant une gare principale avec un ensemble de wagons à distribuer dans les différents raccordements et cours marchandises d'une ligne ou d'un tronçon, puis assurait au retour la collecte des wagons prêts pour l'expédition.
Le « cabotage ferroviaire » concerne également le transport de voyageurs dans le cadre de l'Union européenne.

## Cabotage et environnement
Le cabotage présente un certain nombre d'avantages par rapport au transport routier, mais en complément du transport maritime international, et de la mise en relation physique et biologique de bassins versants par les canaux, il peut aussi contribuer à la dispersion d'espèces invasives aquatiques